# Peter Wieselgren

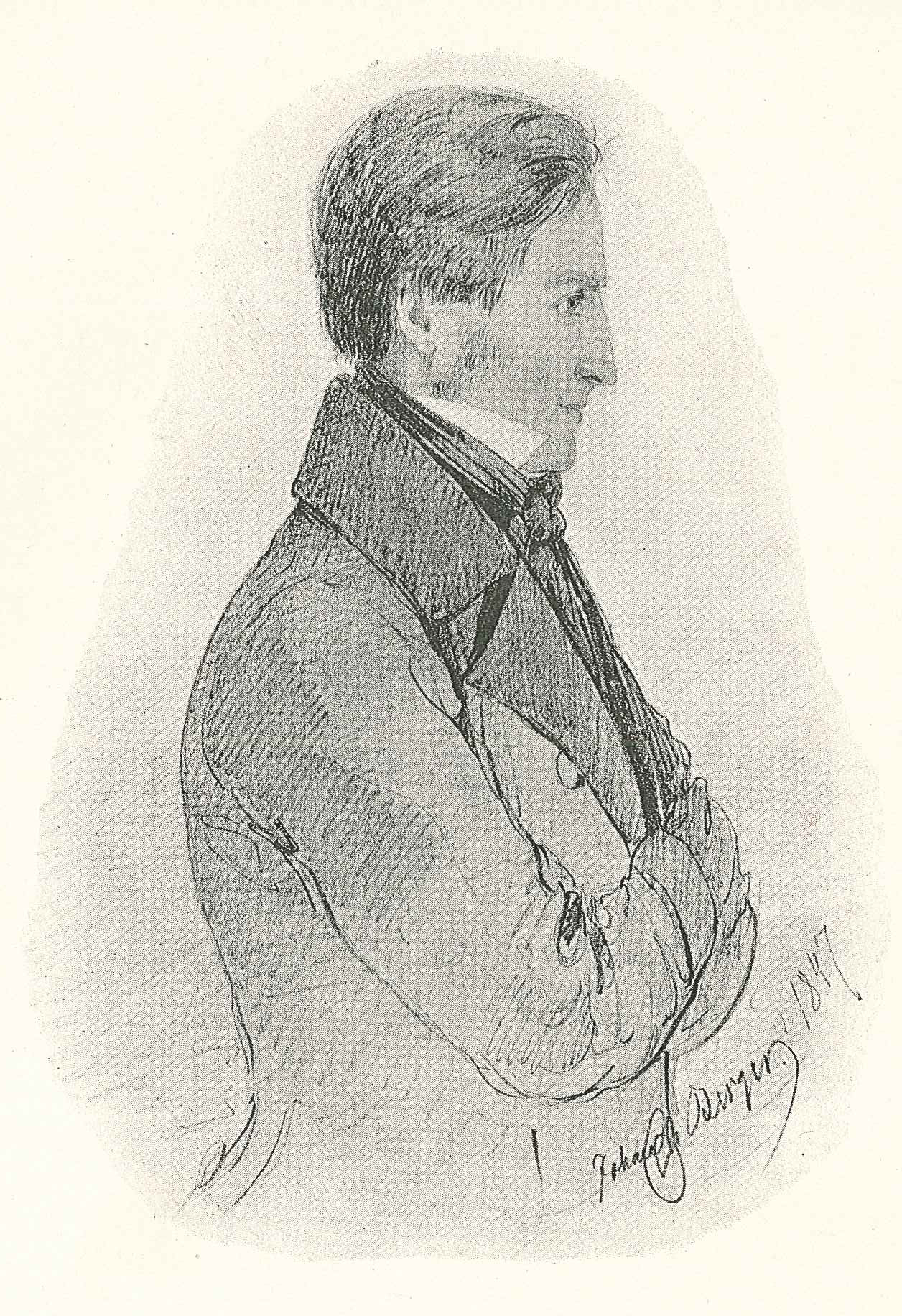
Peter Wieselgren (1847), Zeichnung von Johan Christian Berger.

Peter Jonasson „Per“ Wieselgren (* 1. Oktober 1800 in Spånhult (im Kirchspiel Vislanda), Småland; † 10. Oktober 1877 in Göteborg) war ein schwedischer lutherischer Theologe, Literaturhistoriker und Biograph. Bekannt wurde er daneben als führender Aktivist der frühen schwedischen Abstinenzbewegung.

## Leben
Wieselgren, Sohn des Grundbesitzers Jonas Jonsson, wurde schon als Kind für den Beruf eines Pastors ausersehen. Nach dem Schulbesuch in Växjö studierte er ab 1820 an der Universität Lund und erwarb 1823 den Grad eines Magisters. 1824 wurde er Dozent für Literaturgeschichte in Lund, kurz darauf Adjunkt für Ästhetik. Nach einem längeren Aufenthalt als Hauslehrer in Stockholm (bei Graf Anders Fredrik Skjöldebrand) kehrte er 1828 nach Lund zurück und arbeitete an der Universitätsbibliothek, ab 1830 als Vize-Bibliothekar. 1833 wurde er ordiniert und übernahm eine Pfarrstelle in Västerstad und Östraby in Skåne. Schon 1834 wurde er zum Propst des Kirchenkreises (kontrakt) berufen. Nach der Promotion zum Dr. theol. 1845 wechselte Wieselgren 1847 in eine Pfarrstelle in Helsingborg. Von 1857 bis zu seinem Tod war er Dompropst in Göteborg.

## Bedeutung

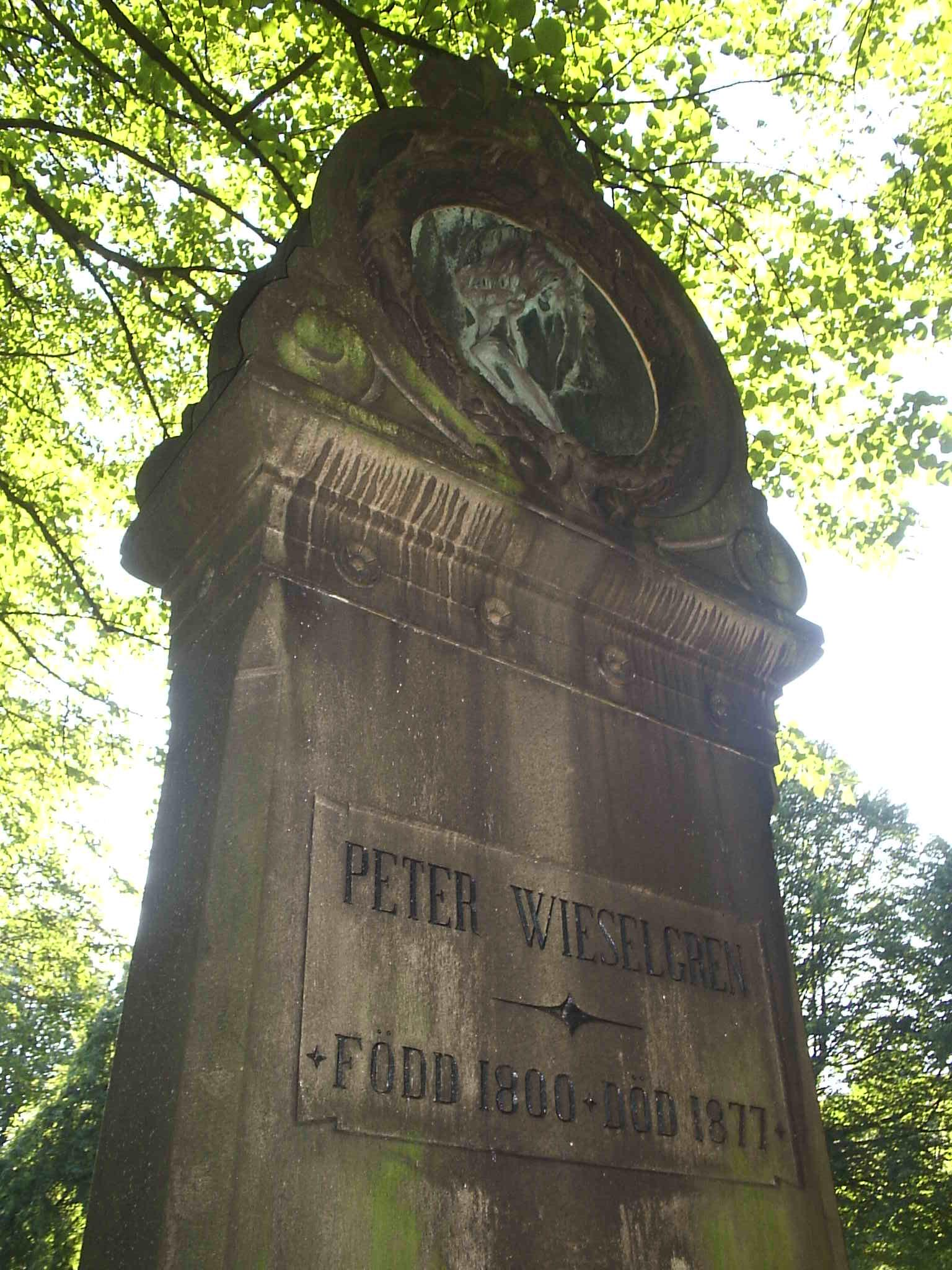
Grabstein Wieselgrens auf dem Stampens kyrkogård.

Wieselgren war an zahlreichen literarischen Projekten beteiligt. So erschloss er das Archiv des Adelsgeschlechts De la Gardie, schrieb Gedichte und Kirchenlieder, verfasste eine fünfbändige Geschichte der schwedischen Literatur von den Anfängen bis 1844 und war Mitglied des Samfund för utgivande av handskrifter rörande Skandinaviens historia (Gesellschaft zur Herausgabe von Handschriften die Geschichte Skandinaviens betreffend).
Große Erfolge erzielte Wieselgren, der bereits mit 19 Jahren Abstinenzler war, auch in seinem Kampf gegen den weit verbreiteten Alkoholismus, besonders in seiner ersten Landgemeinde in Västerstad. Seit 1838 war er Ehrenmitglied der schwedischen Abstinenzgesellschaft. Zwischen 1840 und 1846 machte er im Auftrag der Gesellschaft eine große Agitationsreise durch Schweden. Im Auftrag von König Oskar I. hielt er 1855 erneut landesweit Vorträge.
Als Dompropst setzte sich Wieselgren dafür ein, dass auch Mittellose am Gottesdienst teilnehmen konnten. Zu seinen Zeiten war es üblich für den Kirchgang eine eigene Kirchenbank anzumieten.

## Familie
Wieselgren war ab 1833 mit Matilda Catharina Rosenquist (1816–1894) verheiratet. Er hatte vier Söhne, darunter der Historiker Harald Wieselgren (1835–1906), der Politiker Sigfrid Wieselgren (1843–1910) und der Pfarrer Magnus Wieselgren (1852–1933).

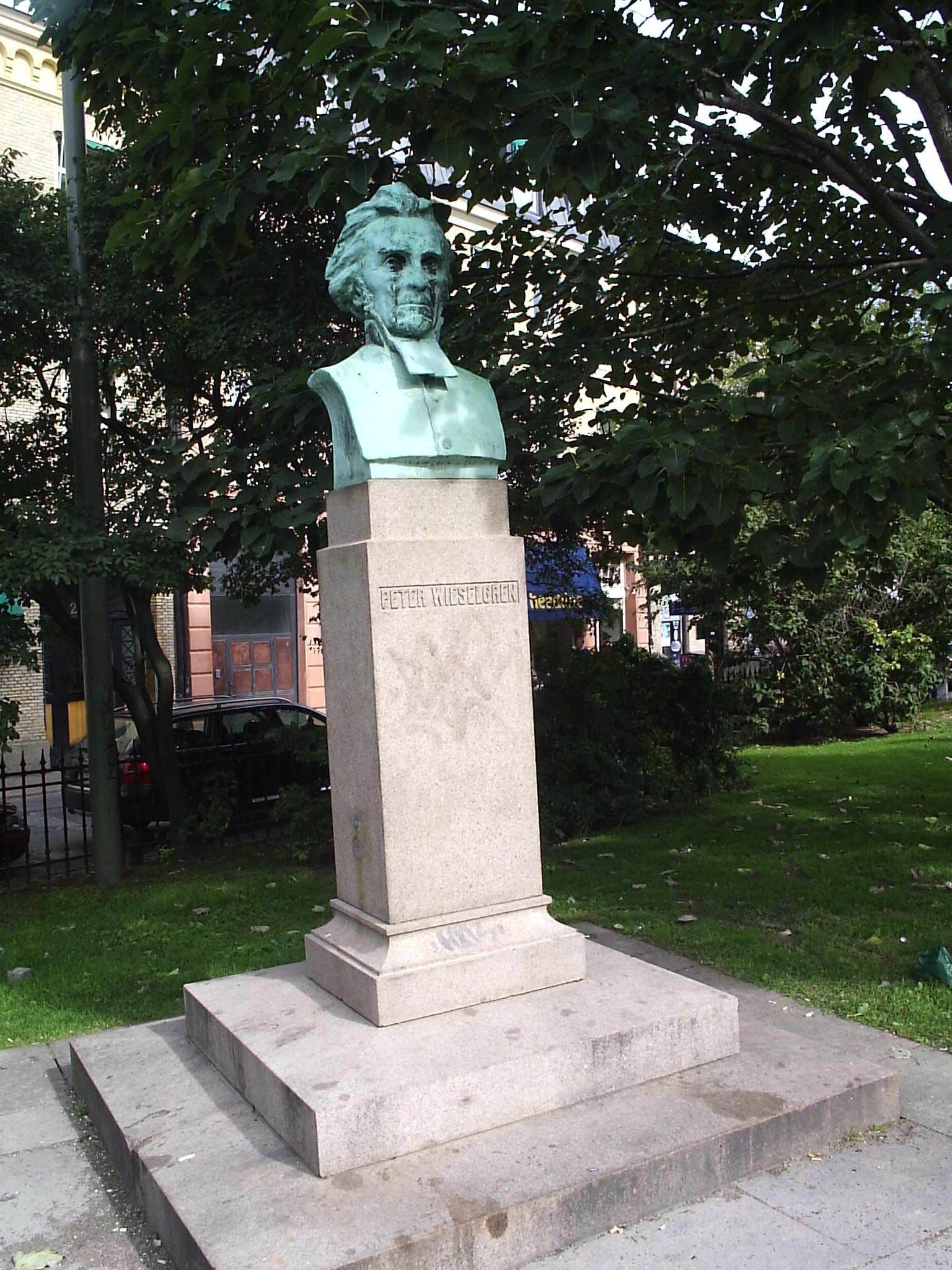
Denkmal für Peter Wieselgren vor dem Dom zu Göteborg.

## Ehrungen
Wieselgren erhielt 1863 den Königlichen Preis (Kungliga Priset) der Schwedischen Akademie. 1880 wurde an der Bahnlinie zwischen Vislanda und Bolmen in der Nähe seines Geburtsortes ein 4,5 Meter hoher Gedenkstein aufgestellt. Eine von Gustaf Malmquist geschaffene Bronzebüste steht seit 1910 im Humlegården in Stockholm, eine weitere von Bror Chronander geschaffene seit demselben Jahr am Domkyrkoplan neben dem Dom zu Göteborg. Der Wieselgrensplats in Göteborg und die Wieselgrensskola in Helsingborg sind nach ihm benannt.

## Schriften (Auswahl)
- DelaGardiska archivet eller handlingar ur Grefl. DelaGardiska bibliotheket på Löberöd, vol. 1–20, Lund 1831–1843.
- Sveriges sköna litteratur. En öfverblick vid akademiska föreläsningar. Bd. 1–5, Gleerup [u. a.], Lund 1833–1847.
- Vom Verläugnen der Aergernisse. Predigt über Matth. 18, Vers 7–9. [Hamburg], 1843.
- Die Enthaltung von starken Getränken in ihrer Bedeutung für Christen. Aus dem Schwedischen von J. D. Runge. Hamburg 1844
- Ur min lefnad. Berättelser för mina barn skrifna 1847–48. Hrsg. v. Christer Knutsson. Historiska föreningen i Kronobergs län, Växjö 2003. ISBN 91-85882-08-9